# Siebenhöfen (Blomberg)
Siebenhöfen gehört seit 1970 zu den 19 Ortschaften der Stadt Blomberg im Kreis Lippe in Nordrhein-Westfalen. Siebenhöfen liegt etwa drei Kilometer westlich des Blomberger Stadtzentrums. Im Ortsteil leben auf 3,62 km² Fläche 64 Einwohner, das entspricht einer Bevölkerungsdichte von 18 Einwohnern/km². Der derzeitige Ortsvorsteher ist Jörg Berten, zugleich Ortsvorsteher von Maspe und Borkhausen (Stand: 18. Dezember 2008). Die Ortschaft Siebenhöfen umfasst die früheren Gemeinden Ober- und Untersiebenhöfen sowie Wilbasen. Von den sieben Höfen werden heute nur noch zwei im landwirtschaftlichen Vollerwerb geführt.

## Geschichte
Der Name Siebenhöfen entstand erst im 20. Jahrhundert, der historische Ort heißt Wilbasen. Die erste Erwähnung stammt aus dem Paderborner Kloster Abdinghof, dem urkundlich das Anrecht eines Zehnten aus Wilbasen bestätigt wird. Im Jahr 1448 gab es einen Freistuhl zu Wilbasen, dessen Stuhlherrn die lippischen Landesherrn waren. Der Gerichtsort lag bis zum Ende des 16. Jahrhunderts unter einer Eiche. Außerdem war Wilbasen seit dem 14. Jahrhundert als Wallfahrtsort bekannt. Daher stammt auch der Begriff Wilbasen, der will büßen bedeutet. Schon 1398 wird urkundlich eine Kirche erwähnt, in der sich die Familiengruft der lippischen Edelherrn befand. Diese wurde später in die Klosterkirche nach Blomberg verlegt. Die letzten Überreste der Kirche in Wilbasen wurden 1703 abgerissen, der Kirchhof war schon lange als Viehweide genutzt worden.
Um 1430 wird erstmals von einem Kirchweihfest mit angeschlossenem Markt in Wilbasen berichtet. Der Schutzpatron war der heilige Liborius. Der noch heute attraktive Wilbaser Markt, eine Kirmes mit Pferdemarkt, findet jedes Jahr im September statt und ist überregional bekannt.
Der Name der Gemeinde Siebenhöfen wurde etwa im Jahr 1915 in Obersiebenhöfen geändert. Am 1. Mai 1926 wurde eine neue Gemeinde Siebenhöfen gebildet. Die Gemeinde Obersiebenhöfen ging in der neuen Gemeinde auf. Von der Gemeinde Maspe kamen Gebietsteile hinzu.
Am 1. Januar 1970 (Gesetz zur Neugliederung des Kreises Detmold) wurde Siebenhöfen Teil der Stadt Blomberg.

## Persönlichkeiten
- Gustav Oberbracht (1847–1909), Gutsbesitzer und Mitglied des Landtags Lippe
- Karl Oberbracht (1885–1931), Gutsbesitzer und Mitglied des Landtags Lippe